# Cheshire (Connecticut)
Cheshire – miasto w Stanach Zjednoczonych, w stanie Connecticut, w hrabstwie New Haven.